# 鶴藤長天
鶴藤長天（かくとうちょうてん）は、プロレスラーのジャンボ鶴田、藤波辰爾、長州力、天龍源一郎のことである。

## 概要
力道山の次にプロレス界のリーダーになったアントニオ猪木とジャイアント馬場の後継者と目される次世代の4人をニューリーダーと呼び、それぞれの名前から1文字ずつとって格闘頂点（鶴藤長天）を文字った形で週刊ゴングの記者が1987年1月頃に命名する。
長州力が全日本プロレスを離脱して新日本プロレスに復帰したことで4人が一堂に会することが難しくなり、このような呼ばれ方をすることは少なくなっていった。結局、リングで4人が揃う事はなかったが（東スポ大賞の授賞式では4ショットが実現）1997年8月、長州の引退シリーズで藤波辰爾、長州、天龍源一郎のタッグが実現して週刊ゴングの表紙は闘頂点（藤長天）と明記された。
自身を除く3名全員からシングル戦でピンフォールを奪ったのは天龍のみである。

## 補足
鶴藤長天の命名から10年後、同じく週刊ゴングが橋本真也、船木誠勝、武藤敬司、三沢光晴のそれぞれの名前から1文字ずつとって新生闘功（真誠藤光）と呼び、鶴藤長天に代わる21世紀のリーダーとしてキャンペーンを行ったが、こちらは全く定着しないまま姿を消してしまった。